# AntiX

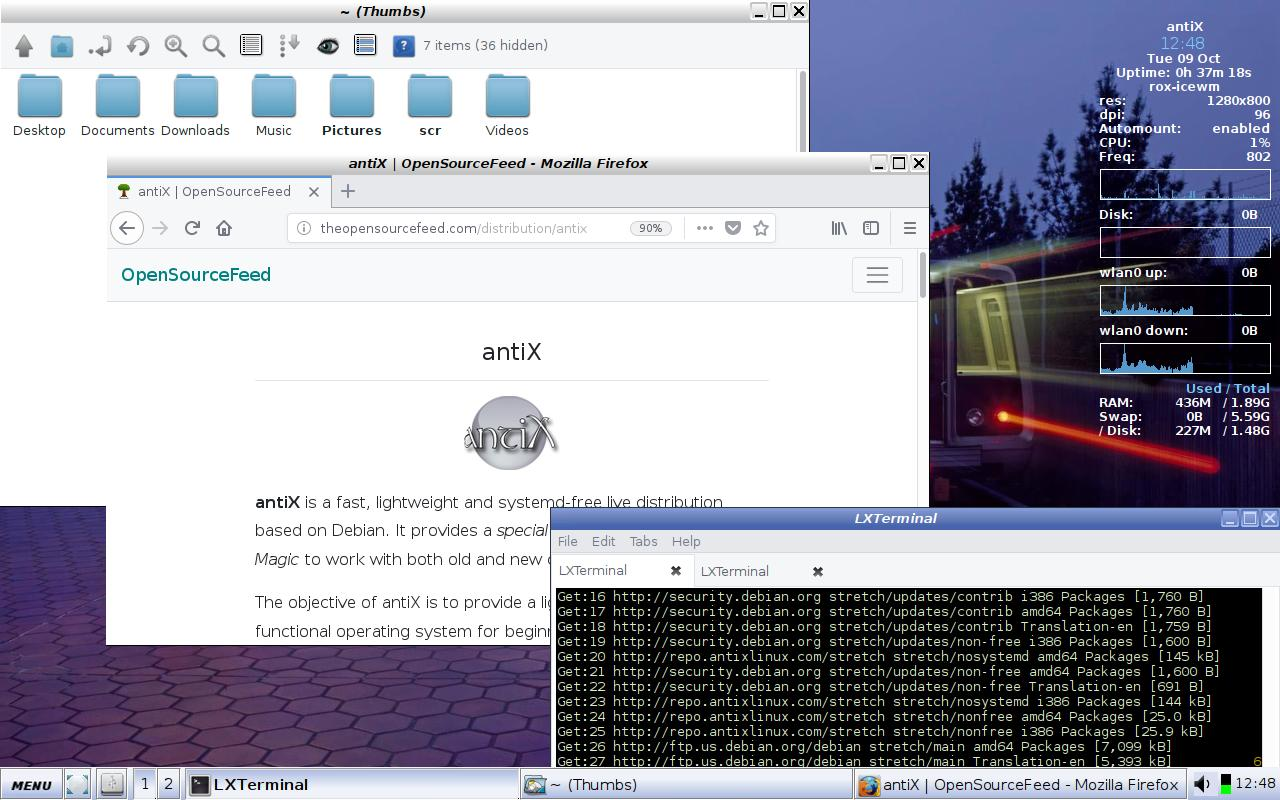

antiX(/ˈæntɪks/)는 원래 메피스를 기반으로 한 리눅스 배포판으로, 그 자체도 데비안 안정 배포판을 기반으로 한다. antiX는 처음에 MEPIS KDE 데스크톱 환경을 플럭스박스 및 아이스WM 창 관리자로 대체하여 오래되고 덜 강력한 x86 기반 시스템에 적합하게 만들었다. 데비안과 달리 antiX는 systemd init 시스템을 사용하지 않는다. 대신 antiX는 SysVinit 또는 Runit가 기본 init 시스템으로 설정된 이미지를 제공한다.
가볍고 구형 컴퓨터에 적합하며 최신 커널 및 애플리케이션은 물론 apt-get 패키지 시스템 및 데비안 호환 리포지토리를 통한 업데이트 및 추가 기능도 제공한다.
- 버전 19부터 antiX는 init 시스템에 대한 선택 사항으로 sysVinit 및 runit를 제공한다.
- 버전 22부터 antiX는 32비트 및 64비트 아키텍처 모두에 elogind-free가 제공된다.

## 같이 보기
- MX 리눅스